# Pittosporum ornatum
Espèce
Statut de conservation UICN

 CR B1ab(i,ii,iii,iv,v)+2ab(i,ii,iii,iv,v); C2a(i); D : 
En danger critique
Pittosporum ornatum est une espèce de plantes à fleurs de la famille des Pittosporaceae endémique de Nouvelle-Calédonie. 

## Répartition
Elle est endémique de la Grande Terre en Nouvelle-Calédonie.